# 나타샤 도르치치
나타샤 도르치치(크로아티아어: Nataša Dorčić, 1968년 6월 9일 ~ )는 크로아티아의 배우이다. 풀라 영화제 골든 아레나 여우주연상 2회(1996, 2007) 수상자이다.